# Paul Friedhoff
Paul Klemens Friedhoff (né le 2 février 1943 à Löningen-Altenbunnen et mort le 15 novembre 2015) est un entrepreneur et homme politique allemand.

## Biographie
Après ses études secondaires en 1961, Friedhoff suit une formation d'assistant de laboratoire de physique, puis commence à étudier la technologie physique à l'école nationale d'ingénieurs (de) en génie mécanique et électrique à Iserlohn en 1964, qu'il achève en 1967 en tant qu'ingénieur. Il travaille ensuite comme ingénieur dans l'industrie de l'acier et des équipements de mesure jusqu'en 1979.
En 1979, Paul Friedhoff fonde SPECTRO à Clèves, aujourd'hui filiale du groupe américain Ametek. L'entreprise se spécialise à ce jour dans la fabrication de spectromètres en tant qu'appareils d'analyse. Jusqu'à la vente en 1997, il est associé gérant. Là-dessus, il se retire d'abord de l'industrie. Depuis 1998, il dirige une entreprise agricole à Löningen/Huckelrieden (Basse-Saxe). En 2002, il est cofondateur et, jusqu'à sa cession à la société américaine Bruker AXS en septembre 2006, également coassocié de Quantron GmbH. Il s'agit à nouveau d'un fabricant de spectromètres basé à Clèves. Friedhoff reste directeur général de la société qui est ensuite rebaptisée Bruker-Quantron GmbH et déménage à Kalkar jusqu'en avril 2008.
Friedhoff occupe plusieurs mandats dans diverses associations de moyennes entreprises. De 1987 à 2001 et de 2007 à 2014, il est membre de l'assemblée plénière de la Chambre de commerce et d'industrie du Rhin inférieur Duisbourg-Wesel-Clèves de Duisbourg. À partir de 1995 et à nouveau à partir de 2009, il en devient le vice-président.
Paul Friedhoff est catholique, marié et père de trois enfants.

## Carrière politique
Paul Friedhoff est membre du Parti libre-démocrate (FDP) à partir de 1972. De 1982 à 1990, il est membre du conseil d'administration de l'association de district FDP Basse-Rhénanie et de 1992 à 1996, il est trésorier d'État du FDP Rhénanie-du-Nord-Westphalie. De 1997 à 2001 et de 2003 à 2007, Friedhoff est membre du comité exécutif fédéral du FDP . De 2002 à 2010, il est de nouveau trésorier d'État du FDP Rhénanie-du-Nord-Westphalie.

### Mandats
De 1975 à 1978, il est membre du conseil municipal de Freudenberg et de 1989 à 1992 du conseil municipal de Clèves.
Friedhoff devient député du Bundestag après les élections du Bundestag en 1990 et est réélu au Bundestag après les élections du Bundestag en 1994 et 1998. Le FDP est impliqué dans le gouvernement jusqu'en 1998 (dabinets Kohl IV et Kohl V) ; dans le 14e Bundestag (1998 à 2002) il est dans l'opposition. De 1997 à 1999, Friedhoff est président du groupe de travail sur la politique économique, financière et agricole du groupe parlementaire FDP. De 2005 à 2012, il est à nouveau député du Bundestag, d'abord en tant que porte-parole du groupe parlementaire FDP pour les PME et la politique charbonnière, et à partir de fin 2009 à nouveau en tant que porte-parole de la politique économique. Il est membre de la commission économique du Bundestag et président du FDP. Pour le 30 En avril 2012, il démissionne de son mandat pour des raisons de santé.
Des documents sur ses activités en tant que député du Bundestag et pour le FDP de 1990 à 2002 se trouvent dans les archives du libéralisme de la Fondation Friedrich Naumann pour la liberté à Gummersbach.

### Des positions controversées
Paul Friedhoff estime que le changement climatique n'est pas causé par l'homme. Le 15 septembre 2010, il invite des parlementaires de divers groupes parlementaires à un échange de vues avec le physicien américain Fred Singer, qui fait l'objet d'articles critiques dans la presse. 